# S&M2
S&M2 (també S&M2) és un àlbum en directe de la banda estatunidenca de heavy metal Metallica amb la col·laboració de l'Orquestra Simfònica de San Francisco. Van repetir la fórmula realitzada en l'àlbum S&M de l'any 1999, i novament es va enregistrar l'actuació al Chase Center de San Francisco l'any 2019, que també va ser filmada i estrenada en cinemes el 9 d'octubre de 2019.

## Producció
Metallica va anunciar el concert S&M2 el març de 2019, on realitzaria una actuació similar a la del S&M per commemorar el seu vintè aniversari, amb la col·laboració de l'Orquestra Simfònica de San Francisco. Aquests concerts es van produir els dies 6 i 8 de setembre de 2019 en el Chase Center de San Francisco amb la direcció d'Edwin Outwater i Michael Tilson Thomas de l'orquestra respectivament. El director de cinema Wayne Isham es va encarregar de la filmació del concert, tal com havia fet en el S&M.
La pel·lícula es va estrenar en cinemes el 9 d'octubre de 2019 recaptant més de cinc milions de dòlars arreu del món, fet pel qual va esdevenir la pel·lícula relacionada amb la música rock amb més ingressos de la història. Gràcies a aquest èxit, es va emetre per segona ocasió el 30 d'octubre del mateix any.
L'àlbum es va publicar el 28 d'agost de 2020 en format blu-ray, que contenia una versió revisada de la pel·lícula editada per la banda amb remescles i àudio remasteritzat.
La crítica va valorar positivament aquest treball i el va destacar com un digne successor de la primera part. Tanmateix, es va criticar que semblava més un àlbum dels grans èxits de la banda que no un àlbum basat en la qualitat dels arranjaments orquestrals. A més, la selecció dels cançons no era adequada perquè gran part de les cançons ja estaven incloses en la primera edició de S&M.

## Llista de cançons
| 1.            | «The Ecstasy of Gold» (instrumental) | Ennio Morricone                                          | S&M                           | 2:41  |
| 2.            | «The Call of Ktulu» (instrumental)   | James Hetfield, Lars Ulrich, Cliff Burton, Dave Mustaine | Ride the Lightning            | 9:14  |
| 3.            | «For Whom the Bell Tolls»            | Hetfield, Ulrich, Burton                                 | Ride the Lightning            | 4:37  |
| 4.            | «The Day That Never Comes»           | Hetfield, Ulrich, Kirk Hammett, Robert Trujillo          | Death Magnetic                | 8:27  |
| 5.            | «The Memory Remains»                 | Hetfield, Ulrich                                         | Reload                        | 5:42  |
| 6.            | «Confusion»                          | Hetfield, Ulrich                                         | Hardwired... to Self-Destruct | 6:41  |
| 7.            | «Moth into Flame»                    | Hetfield, Ulrich                                         | Hardwired... to Self-Destruct | 6:18  |
| 8.            | «The Outlaw Torn»                    | Hetfield, Ulrich                                         | Load                          | 10:03 |
| 9.            | «No Leaf Clover»                     | Hetfield, Ulrich                                         | S&M                           | 5:30  |
| 10.           | «Halo on Fire»                       | Hetfield, Ulrich                                         | Hardwired... to Self-Destruct | 8:17  |
| Durada total: | Durada total:                        | Durada total:                                            | Durada total:                 | 67:30 |

| 1.            | «Intro to Scythian Suite»                                                     |                                     |                        | 5:17  |
| 2.            | «Scythian Suite, Opus 20 II: The Enemy God and the Dance of the Dark Spirits» | Serguei Prokófiev                   |                        | 3:39  |
| 3.            | «Intro to the Iron Foundry»                                                   |                                     |                        | 1:03  |
| 4.            | «The Iron Foundry, Opus 19»                                                   | Alexander Mosolov                   |                        | 4:16  |
| 5.            | «The Unforgiven III»                                                          | Hetfield, Ulrich, Hammett, Trujillo | Death Magnetic         | 8:19  |
| 6.            | «All Within My Hands»                                                         | Hetfield, Ulrich, Hammett, Bob Rock | St. Anger              | 6:13  |
| 7.            | «(Anesthesia) - Pulling Teeth» (instrumental)                                 | Burton                              | Kill 'Em All           | 7:27  |
| 8.            | «Wherever I May Roam»                                                         | Hetfield, Ulrich                    | Metallica              | 6:32  |
| 9.            | «One»                                                                         | Hetfield, Ulrich                    | ...And Justice for All | 9:23  |
| 10.           | «Master of Puppets»                                                           | Hetfield, Ulrich, Burton, Hammett   | Master of Puppets      | 8:29  |
| 11.           | «Nothing Else Matters»                                                        | Hetfield, Ulrich                    | Metallica              | 6:39  |
| 12.           | «Enter Sandman»                                                               | Hetfield, Ulrich, Hammett           | Metallica              | 8:45  |
| Durada total: | Durada total:                                                                 | Durada total:                       | Durada total:          | 76:42 |

| 1.  | «Intro (Wherever I May Roam / All Within My Hands)» (medley) |  |  |
| 2.  | «The Ecstasy of Gold» (instrumental)                         |  |  |
| 3.  | «The Call of Ktulu» (instrumental)                           |  |  |
| 4.  | «For Whom the Bell Tolls»                                    |  |  |
| 5.  | «The Day That Never Comes»                                   |  |  |
| 6.  | «The Memory Remains»                                         |  |  |
| 7.  | «Confusion»                                                  |  |  |
| 8.  | «Moth into Flame»                                            |  |  |
| 9.  | «The Outlaw Torn»                                            |  |  |
| 10. | «No Leaf Clover»                                             |  |  |
| 11. | «Halo on Fire»                                               |  |  |
| 12. | «Intro to Scythian Suite»                                    |  |  |
| 13. | «Scythian Suite»                                             |  |  |
| 14. | «Intro to the Iron Foundry»                                  |  |  |
| 15. | «Iron Foundry»                                               |  |  |
| 16. | «The Unforgiven III»                                         |  |  |
| 17. | «All Within My Hands»                                        |  |  |
| 18. | «(Anesthesia) – Pulling Teeth» (instrumental)                |  |  |
| 19. | «Wherever I May Roam»                                        |  |  |
| 20. | «One»                                                        |  |  |
| 21. | «Master of Puppets»                                          |  |  |
| 22. | «Nothing Else Matters»                                       |  |  |
| 23. | «Enter Sandman»                                              |  |  |
| 24. | «Credits»                                                    |  |  |
| 25. | «Behind the Scenes: Making of the Show»                      |  |  |
| 26. | «All Within My Hands Promo»                                  |  |  |

## Crèdits
Metallica
- James Hetfield – cantant, guitarra, guitarra rítmica, guitarra acústica, producció
- Lars Ulrich – bateria, producció
- Kirk Hammett – guitarra principal, veus addicionals, guitarra acústica, sitar
- Robert Trujillo – baix, veus addicionals

San Francisco Symphony
- Edwin Outwater – director
- Michael Tilson Thomas – director, teclats
- Scott Pingel – baix
- Nadya Tichman (concertino), Jeremy Constant, Mariko Smiley, Melissa Kleinbart, Sarn Oliver, Naomi Kazama Hull, Victor Romasevich, Yun Chu, Yukiko Kurakata, Katie Kadarauch – primers violins
- Jessie Fellows, Polina Sedukh, David Chernyavsky, Raushan Akhmedyarova, Chen Zhao, Adam Smyla, Sarah Knutson, Yuna Lee – segons violins
- Yun Jie Liu, John Schoening, Christina King, Gina Cooper, David Gaudry, Matthew Young, David Kim, Nanci Severance – violes
- Amos Yang, Margaret Tait, Jill Rachuy Brindel, Stephen Tramontozzi, Shu-Yi Pai, Richard Andaya, Miriam Perkoff, Adelle-Akiko Kearns – violoncels
- Scott Pingel, Daniel G. Smith, S. Mark Wright, Charles Chandler, Chris Gilbert, William Ritchen – baixos
- Robin McKee, Linda Lukas, Catherine Payne – flautes
- James Button, Pamela Smith, Russ deLuna – oboes
- Luis Baez, David Neuman, Jerome Simas – clarinets
- Stephen Paulson, Rob Weir, Steven Braunstein – fagots
- Robert Ward, Jonathan Ring, Bruce Roberts, Daniel Hawkins, Chris Cooper, Joshua Paulus, Jeff Garza – trompes
- Aaron Schuman, Joseph Brown, Robert Giambruno, John Freeman – trompetes
- Timothy Higgins, Nick Platoff, John Engelkes, Jeff Budin – trombons
- Jeffrey Anderson – tuba
- Edward Stephan – timbals
- Jacob Nissly, James Lee Wyatt III, Tom Hemphill, Robert Klieger – percussió
- Douglas Rioth – arpa
- Marc Shapiro – teclats
- Margo Kieser, John Campbell, Matt Gray – librarians

Músics addicionals
- Avi Vinocur – veus addicionals

Tècnics